# Mónica Cruz
Mónica Cruz Sánchez (Alcobendas, 16 de marzo de 1977) es una bailarina, actriz y modelo española conocida por el gran público por su papel de Silvia Jauregui en la serie Un paso adelante y UPA Next de Antena 3.

## Biografía

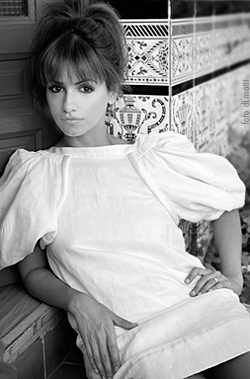
Mónica Cruz en su estudio de danza en Madrid en 2007.

La danza es su gran pasión desde la infancia y adolescencia. Se incorporó al Real Conservatorio de Danza, donde se convirtió en bailarina emérita. Durante siete años formó parte de la compañía de Joaquín Cortés. Allí fue observada por un productor de la serie Un paso adelante de Antena 3 que la contrata y le ofrece su primer papel en la pantalla.
En 2002 formó parte de la serie de gran éxito nacional Un paso adelante, en Antena 3. Interpretó a Sílvia Jauregui durante tres años y seis temporadas. Cruz se puso en la piel de una joven bailarina de clase alta que empieza a tomar clases en la ficticia Escuela de Artes Escénicas de Carmen Arranz.
Gracias al éxito de la serie se creó el grupo musical UPA Dance, del que formó parte junto a Miguel Ángel Muñoz, Pablo Puyol, Beatriz Luengo y Silvia Marty. Llegaron a vender más de 700 000 discos (UPA Dance y UPA Dance Live) y llenaron estadios por toda España con su gira.
Tras UPA, la carrera de Mónica despegó internacionalmente. Ha realizado películas de éxito en Francia e Italia como Liolà de Gabriele Lavia y En busca de la tumba de cristo de Giulio Base.
En 2007 rodó la película Caminando junto a Lolita Flores y Antonio Canales. En 2008 protagonizó Last Hour dirigida por el francés Pascal Caubet, junto al actor y rapero DMX y Astérix y los juegos olímpicos junto a Gérard Depardieu. En 2009 actuó en 9 meses en el papel de Inma junto a Enrique Arce.
En 2010 participó como doble de su hermana Penélope Cruz en la cuarta entrega de Piratas del Caribe, debido a que el avanzado estado de gestación de ésta le impedía participar en las secuencias de acción.

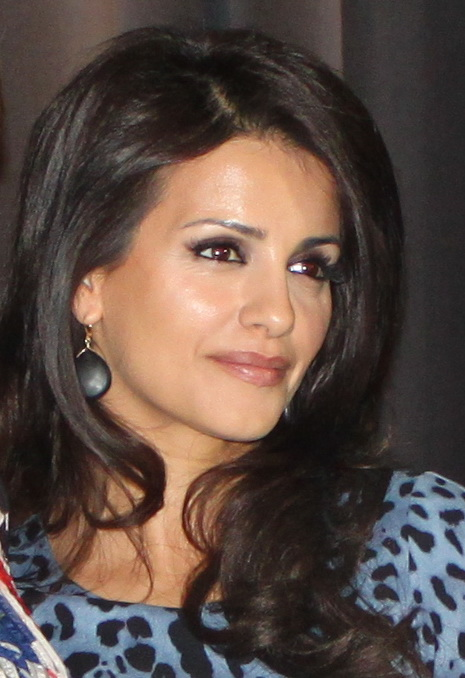
Mónica Cruz en 2010.

En 2011 se incorporó a la exitosa serie de televisión española Águila roja como Mariana, una mujer de familia acomodada que renuncia a su estilo de vida después de enamorarse de Richard Blake (Jimmy Shaw), un pirata inglés.
En 2016 forma parte del jurado del talent show Top Dance, de la cadena Antena 3 junto a David Bustamante y Rafael Amargo. El programa es cancelado después de tan solo cuatro entregas debido a sus bajas audiencias.
Junto a su hermana Penélope Cruz, ha participado en campañas de moda y publicidad para marcas como Mango y L'agent, donde incluso diseñaron algunas prendas. También ha sido imagen de diversas firmas de moda como Dándara, Charles Vögele Switzerland y Aire Barcelona entre otras.
En 2017 participó en la 12.ª temporada del programa El hormiguero, además de fichar también para Velvet Colección, la secuela de Velvet.

## Vida personal
Es hermana de Penelope Cruz y Eduardo Cruz. En 2002 mantuvo una relación sentimental de dos años con su compañero en la serie Un paso adelante Miguel Ángel Muñoz, con quien sigue manteniendo una buena relación. En 2010 tuvo una fugaz relación con el actor Álex González.
En enero de 2013 reveló que estaba embarazada por inseminación artificial y dio luz a Antonella Cruz Sánchez, el 14 de mayo de 2013, en el hospital Ruber de Madrid.

## Curiosidades
Se estima que Mónica Cruz es la mujer que inspiró Cosmic Girl, la canción del álbum Travelling without Moving de Jamiroquai. Las especulaciones surgen por la participación de la actriz en el video Cloud 9, la nueva canción de la banda inglesa perteneciente a su placa Automaton, en la que se hacen referencias a aquel otro video de 1996, ambos filmados en España.

## Filmografía

### Cine
| Año  | Película                                    | Personaje             | Director                            | Notas                  |
| ---- | ------------------------------------------- | --------------------- | ----------------------------------- | ---------------------- |
| 2007 | Liolà                                       | Mónica                | Gabriele Lavia                      | Cameo                  |
| 2007 | Caminando                                   | Mari Carmen Maya      | Daryl Lynn Matthews                 | Secundario             |
| 2007 | The Inquiry                                 | Tabitha               | Giulio Base                         | Protagonista           |
| 2008 | Astérix en los juegos olímpicos             | Esmeralda             | Frédéric Forestier, Thomas Langmann | Secundario             |
| 2008 | Susurros                                    | Clara                 | Carlos Castel                       | Cortometraje           |
| 2008 | All Inclusive                               | Clemencia             | Rodrigo Ortuzar Lynch               | Secundario             |
| 2008 | Last Hour                                   | Detective Rosa Mulero | Pascal Caubet                       | Protagonista           |
| 2009 | G-Force                                     | Juárez                | Hoyt Yeatman                        | Doblaje español        |
| 2010 | Jerry Cotton                                | Malena                | Cyrill Boss, Philipp Stennert       | Protagonista           |
| 2010 | 9 meses                                     | Inma Garcés           | Miguel Perelló                      | Secundario             |
| 2011 | Iron Cross                                  | Gaby                  | Joshua Newton                       | Secundario             |
| 2011 | Pirates of the Caribbean: On Stranger Tides | Angélica              | Rob Marshall                        | Doble de Penélope Cruz |

### Series de televisión

##### Como actriz
| Año       | Título                         | Personaje                      | Canal                  | Notas        |
| --------- | ------------------------------ | ------------------------------ | ---------------------- | ------------ |
| 2002-2005 | Un paso adelante               | Silvia Jáuregui                | Antena 3               | 84 episodios |
| 2006      | En busca de la tumba de Cristo | Tabitha                        | Rai 1                  | 2 episodios  |
| 2007      | Círculo Rojo                   | Mónica                         | Antena 3               | 1 episodio   |
| 2011-2013 | Águila roja                    | Mariana / Claudia              | TVE                    | 22 episodios |
| 2017-2018 | Velvet Colección               | Carmela Cortés "La Emperatriz" | Movistar+              | 9 episodios  |
| 2020      | El pueblo                      | Adriana                        | Telecinco, Prime Video | 1 episodio   |
| 2020      | Madres. Amor y vida            | Carmen Irujo                   | Telecinco, Prime Video | 9 episodios  |
| 2021      | La que se avecina              | Irene                          | Telecinco, Prime Video | 8 episodios  |
| 2022      | Historias de UPA Next          | Silvia Jáuregui                | Atresplayer            | 2 episodios  |
| 2022-2023 | UPA Next                       | Silvia Jáuregui                | Atresplayer            | 7 episodios  |

##### Como actriz de voz
| Año  | Título                | Personaje      | Canal                     | Notas       |
| ---- | --------------------- | -------------- | ------------------------- | ----------- |
| 2015 | Alisa, que no fue así | Kira Selezneva | Telecinco, Disney Channel | 4 episodios |

### Programas de televisión
| Año       | Título                           | Canal       | Función      |
| --------- | -------------------------------- | ----------- | ------------ |
| 2011      | El líder de la manada            | Cuatro      | Invitada     |
| 2016      | Top Dance                        | Antena 3    | Jurado       |
| 2016      | Zapeando                         | La Sexta    | Invitada     |
| 2017-2019 | El hormiguero                    | Antena 3    | Colaboradora |
| 2017      | Chester in love                  | Cuatro      | Invitada     |
| 2017      | 1, 2, 3... Hipnotízame           | Antena 3    | Participante |
| 2022      | UPA Next Dance Audition          | Atresplayer | Jurado       |
| 2022      | La gran confusión                | TVE         | Invitada     |
| 2023      | El círculo de los famosos        | Antena 3    | Invitada     |
| 2024      | El desafío                       | Antena 3    | Concursante  |
| 2024-¿?   | Zapeando                         | La Sexta    | Colaboradora |
| 2025      | Maestros de la costura Celebrity | TVE         | Concursante  |

## Premios
- 2002: Premio Iris a la mejor interpretación femenina en los Premios Iris (España) por su papel en la serie Un paso adelante.

## Teatro
- Pasión Gitana (1995) de Joaquín Cortés.
- Soul (1999) de Joaquín Cortés.

## Videoclips
- "Un mundo separado por el mismo dios" (1994) de Nacho Cano.
- "Lloraré las penas" (2002) de David Bisbal.
- "Cosas que contar" (2007) de Eduardo Cruz.
- "Cloud 9" (2017) de Jamiroquai.
- "Cómo me gustaría contarte" (2021) de Dani Martín.

## Premios
- 2004: Premio Iris a la mejor interpretación femenina en los Premios Iris (España) por su papel en la serie Un paso adelante.

## Anuncios
- Once (2001)
- New Super Mario Bros. 2 (2012)
- Wilhelmina: Show Your True Self (2012)
- El profesor Layton y la máscara de los prodigios (2012)
- Animal Crossing: New Leaf (2013)
- L'Agent by Agent Provocateur (2013)